# PV-1000
PV-1000 (jap. ぴーぶいせ Pi Bui-Sen) – konsola gier wideo stworzona przez firmę Casio i wydana wyłącznie w Japonii w październiku 1983 roku. Konsola była wyposażona w procesor Z80A taktowany na 3,579 MHz oraz w pamięć RAM o wielkości 2KB, w tym 1KB przeznaczony na generator znaków. PV-1000 umożliwiał granie z rozdzielczością 256x192 i pozwalała na wyświetlanie 8 kolorów. Casio wydało konsolę razem z komputerem znanym pod nazwę PV-2000, który był kompatybilny z kontrolerem PV-1000, jednak nie umożliwiał na uruchamianie gier z konsoli.
PV-1000 była sprzedawana za cenę 14,800 jenów, jednak konkurencja w postaci konsol SG-1000 firmy Sega oraz Nintendo Entertainment System sprawiła, że firma zmuszona była wycofać konsolę po kilku tygodniach od wejścia na rynek. Przez słabą sprzedaż i niewielką ilość gier, PV-1000 jest obecnie jedną z najbardziej poszukiwanych konsol przez kolekcjonerów.

## Lista gier
Na PV-1000 zostało wydanych około 15 gier, w tym:
1. Pooyan
2. Super Cobra
3. Tutankham
4. Amidar
5. Dig Dug
6. Warp & Warp
7. Turpin
8. Pachinko UFO
9. Fighting Bug
10. Space Panic
11. Naughty Boy
12. Dirty Chameleon
13. Excite Mahjong